# Rivesaltes
Rivesaltes (în catalană Ribesaltes) este o comună în departamentul Pyrénées-Orientales din sudul Franței. În 2009 avea o populație de 8.299 de locuitori.

## Evoluția populației
| An        | 1975  | 1982  | 1990  | 1999  | 2006  | 2009  |
| --------- | ----- | ----- | ----- | ----- | ----- | ----- |
| Populație | 6.589 | 6.781 | 7.110 | 7.940 | 8.610 | 8.299 |